# Gran Premio motociclistico delle Nazioni 1969
Il Gran Premio motociclistico delle Nazioni fu il penultimo appuntamento del motomondiale 1969.
Si svolse il 7 settembre 1969 presso l'Autodromo di Imola alla presenza di 30.000 spettatori. Il "Nazioni" ritornava in Romagna dopo ventuno anni (l'ultima volta era stata nel 1948 sul circuito stradale di Faenza). Corsero tutte le classi meno i sidecar.
L'assenza di Giacomo Agostini e della MV Agusta (per protesta contro lo spostamento del GP da Monza) favorì i piloti privati di 350 e 500: nella "mezzo litro" Alberto Pagani diede alla LinTo la sua prima - e unica - vittoria in un GP; in 350 Phil Read ebbe invece ragione della Jawa di Silvio Grassetti (mentre Jack Findlay, sull'altra 4 cilindri cecoslovacca, fu vittima di una caduta a seguito della quale fu ricoverato in ospedale).
La gara clou della giornata fu quella della 250, con Read che bruciò in volata la Benelli di Kel Carruthers; terzo Kent Andersson, mentre Santiago Herrero, ancora in testa al Mondiale, fu quinto.
In 125 settima vittoria stagionale per Dave Simmonds, mentre nella 50 vinse l'olandese Paul Lodewijkx, con al terzo posto il leader della classifica Aalt Toersen e Ángel Nieto ritirato.
In occasione del Gran Premio si svolsero anche due gare del campionato Italiano Juniores, vinte da Giuliano Anelli (Aermacchi 125) e Fosco Giansanti (MotoBi 250).

## Classe 500
Furono al via 26 piloti e 14 vennero classificati al termine della competizione

### Arrivati al traguardo
| Pos. | Pilota             | Moto          | Tempo      | Punti |
| ---- | ------------------ | ------------- | ---------- | ----- |
| 1    | Alberto Pagani     | LinTo         | 1h 12' 02" | 15    |
| 2    | Gilberto Milani    | Aermacchi     | +1' 01" 6  | 12    |
| 3    | John Dodds         | LinTo         | +1' 17" 7  | 10    |
| 4    | Terry Dennehy      | Drixton-Honda | +1 giro    | 8     |
| 5    | Brian Steenson     | Seeley        | +1 giro    | 6     |
| 6    | Ron Chandler       | Seeley        | +1 giro    | 5     |
| 7    | Gyula Marsovszky   | LinTo         | +1 giro    | 4     |
| 8    | Paolo Campanelli   | Seeley        | +1 giro    | 3     |
| 9    | Theo Louwes        | Norton        | +1 giro    | 2     |
| 10   | Hannu Kuparinen    | Matchless     | +1 giro    | 1     |
| 11   | Phil O'Brien       | Matchless     |            |       |
| 12   | Vittorio Brambilla | Paton         |            |       |
| 13   | Lewis Young        | Matchless     |            |       |
| 14   | Pentti Lehtelä     | Matchless     |            |       |

## Classe 350

### Arrivati al traguardo
| Pos | Pilota             | Moto              | Tempo     | Punti |
| --- | ------------------ | ----------------- | --------- | ----- |
| 1   | Phil Read          | Yamaha            | 55' 46" 7 | 15    |
| 2   | Silvio Grassetti   | Jawa              | +3" 8     | 12    |
| 3   | Walter Scheimann   | Yamaha            | +1' 12" 4 | 10    |
| 4   | Silvano Bertarelli | Aermacchi         | +1' 23" 6 | 8     |
| 5   | Martti Pesonen     | Yamaha            | +1' 31" 6 | 6     |
| 6   | Bruno Spaggiari    | Ducati            | +1' 57" 9 | 5     |
| 7   | Bohumil Staša      | ČZ                | +1 giro   | 4     |
| 8   | Ginger Molloy      | Bultaco           | +1 giro   | 3     |
| 9   | Lewis Young        | Aermacchi         | +1 giro   | 2     |
| 10  | Jim Curry          | Metisse-Aermacchi | +1 giro   | 1     |

## Classe 250

### Arrivati al traguardo
| Pos | Pilota           | Moto            | Tempo     | Punti |
| --- | ---------------- | --------------- | --------- | ----- |
| 1   | Phil Read        | Yamaha          | 45' 37" 8 | 15    |
| 2   | Kel Carruthers   | Benelli         | +0" 2     | 12    |
| 3   | Kent Andersson   | Yamaha          | +50" 8    | 10    |
| 4   | Börje Jansson    | Kawasaki-Yamaha | +1' 35" 4 | 8     |
| 5   | Santiago Herrero | OSSA            | +1' 40" 1 | 6     |
| 6   | Heinz Rosner     | MZ              | +2' 02" 1 | 5     |
| 7   | László Szabó     | MZ              | +1 giro   | 4     |
| 8   | Dave Simmonds    | Kawasaki        | +1 giro   | 3     |
| 9   | Walter Villa     | Villa           | +1 giro   | 2     |
| 10  | Karel Bojer      | ČZ              | +1 giro   | 1     |

## Classe 125

### Arrivati al traguardo
| Pos | Pilota             | Moto      | Tempo     | Punti |
| --- | ------------------ | --------- | --------- | ----- |
| 1   | Dave Simmonds      | Kawasaki  | 40' 50" 3 | 15    |
| 2   | László Szabó       | MZ        | +33" 9    | 12    |
| 3   | Francesco Villa    | Villa     | +54" 6    | 10    |
| 4   | Walter Villa       | Villa     | +1' 28" 6 | 8     |
| 5   | Ryszard Mankiewicz | MZ        | +1' 34" 1 | 6     |
| 6   | Silvano Bertarelli | Aermacchi | +1' 34" 2 | 5     |
| 7   | Ginger Molloy      | Bultaco   | +1' 37" 1 | 4     |
| 8   | Giuseppe Mandolini | Villa     | +2' 03" 6 | 3     |
| 9   | John Dodds         | Aermacchi | +1 giro   | 2     |
| 10  | Heinz Kriwanek     | Rotax     | +1 giro   | 1     |

## Classe 50

### Arrivati al traguardo
| Pos | Pilota               | Moto       | Tempo     | Punti |
| --- | -------------------- | ---------- | --------- | ----- |
| 1   | Paul Lodewijkx       | Jamathi    | 26' 57" 8 | 15    |
| 2   | Barry Smith          | Derbi      | +0" 7     | 12    |
| 3   | Aalt Toersen         | Kreidler   | +6" 4     | 10    |
| 4   | Jan de Vries         | Kreidler   | +26" 4    | 8     |
| 5   | Ludwig Faßbender     | Kreidler   | +51" 9    | 6     |
| 6   | Silvano Bertarelli   | Minarelli  | +58" 6    | 5     |
| 7   | Franco Ringhini      | Morbidelli | +1' 22"   | 4     |
| 8   | Jan Huberts          | Kreidler   | +2' 08" 3 | 3     |
| 9   | Luigi Rinaudo        | Tomos      | +2' 21" 3 | 2     |
| 10  | Janko-Florijan Štefe | Tomos      | +1 giro   | 1     |